# Bridport (Vermont)
Bridport ist eine Town im Addison County des Bundesstaates Vermont in den Vereinigten Staaten mit 1225 Einwohnern (laut Volkszählung von 2020).

## Geographie

### Geographische Lage
Der Ort liegt am Westufer des Lake Champlain in einer Ebene. Dies ist zugleich die Westgrenze des Bundesstaates Vermont zum benachbarten Bundesstaat New York. Im Bereich Bridports gibt es keine nennenswerten Gewässer oder Anhöhen; die beiden höchsten Erhebungen sind der 179 m hohe Hemingway Hill und der 160 m hohe Hamilton Hill.

### Nachbargemeinden
Alle Angaben als Luftlinien zwischen den offiziellen Koordinaten der Orte aus der Volkszählung 2010.
- Norden: Addison, 2,5 km
- Nordosten: Weybridge, 12,3 km
- Osten: Cornwall, 12,7 km
- Süden: Shoreham, 3,2 km
- Südwesten: Putnam, New York, 12,1 km
- Westen: Ticonderoga, New York, 25,0 km
- Nordwesten: Crown Point, New York, 28,0 km

### Klima
Die Schneefälle zwischen Oktober und April liegen mit bis zu fünfeinhalb Metern etwa doppelt so hoch wie die mittlere Schneehöhe in den USA, die tägliche Sonnenscheindauer liegt am unteren Rand des Wertespektrums der USA.

## Geschichte
Die Fläche des heutigen Ortes Bridport wurde am 10. Oktober 1761 von Gouverneur Benning Wentworth von New Hampshire als Teil der New Hampshire Grants an 64 Siedler, die in erster Linie aus Massachusetts stammten, verkauft. Zeitnah wurden dieselben Flächen allerdings auch durch New York beansprucht und verkauft. So kam es ab 1768 zu ersten, zögerlichen Besiedlungen von Pionieren von beiden Seiten. Der Rechtsunsicherheit wegen, aber auch aufgrund der schlechten Trinkwasserversorgung des Gebietes – es gab nur Brackwasser, zum Teil salzhaltig, aber kein Trinkwasser; dies wurde in Zisternen aus aufgefangenem Regenwasser gewonnen – schritt die Besiedlung nur sehr langsam voran. Beim Vormarsch von amerikanischen Truppen gegen das nahe Fort Ticonderoga am Vorabend des Unabhängigkeitskrieges 1775 und der späteren Kampfhandlungen mit den Briten 1776/77 zogen sich die Siedler größtenteils zurück. In einer Militäraktion am 4. November 1778 wurden die Männer und Söhne der Siedler, insgesamt 39 Personen, von den Briten nach Kanada verschleppt. Sie erreichten Quebec am 6. Dezember 1778 und wurden dort für 16 Monate und 19 Tage festgehalten. In dieser Zeit waren auch Überfälle durch Indianer auf die vereinzelt liegenden Gehöfte der Siedler verbreitet. Da Frauen und Kindern dabei in der Regel verschont blieben, wurde es zur Routine, dass die Männer sich in die Wälder flüchteten, die Indianer plündern ließen und danach die Bestellung der Farmen weiterführten.
Zwischen den Siedlern der unterschiedlichen Verkäufer kam es in dieser Zeit zu keinen direkten Kämpfen, obwohl die Briten versuchten, die Aufrührer auch in diesem Teil der Kolonien dingfest zu machen. Als beispielsweise 1772 Ethan Allen in einem Haus in Bridport durch sechs bewaffnete britische Soldaten festgesetzt wurde, half die Hausherrin Allen bei der Flucht aus einem Fenster. Dabei hatte sie selbst die Briten geholt, um sich die ausgesetzte Belohnung zu verdienen. Auf die Vorhaltungen der Briten zu ihrer Fluchthilfe verteidigte sie sich mit dem Hinweis, dass sonst die Nachbarn ihr Haus angezündet hätten. So unterstützten die Einwohner Bridport die „Yorker“ bzw. „Hampshires“ in den anderen Towns, in ihrem eigenen Gebiet verzichteten sie aber auf direkte Feindseligkeiten.
Nach dem Ende des Unabhängigkeitskrieges kam die Besiedlung und Urbarmachung des Gebietes langsam in Fahrt. Die konstituierende Stadtversammlung fand am 29. März 1784 statt; ein erster Abgesandter in das Repräsentantenhaus der Vermont Republic, dem Vorgängerstaat des heutigen Vermont, wurde 1786 bestimmt. Aus demselben Jahr stammt eine Steuerliste, die in der Town 32 Steuerzahler aufführt. Eine erste Kirchengemeinde wurde 1790 gegründet; die erste Volkszählung von 1791 wies bereits 449 Bewohner aus.
Die Ruhr, die 1802 in der Gegend wütete, forderte 16 Tote; die Epidemie von 1813 sogar etwa 50. Bei einem weiteren Ausbruch der Seuche im Jahr 1822 wurden wieder 25 Tote gezählt.
Um 1840 war der wichtigste Transportweg der Lake Champlain. Mehrere Landestellen ermöglichten den Umschlag von Waren. Thompson erwähnt für diesen Zeitraum vier Ladengeschäfte in Bridport (und eine Taverne). Weiterhin war Schafzucht die vorherrschende Viehwirtschaft; mehr als 27.000 Tiere wurden gezählt. Für die Versorgung der Tiere und der Menschen musste noch immer auf Zisternenwasser zurückgegriffen werden, so dass sich die wesentlich stärker wasserverbrauchende Milchviehwirtschaft, die sich im Zuge der Anbindung der Ballungsräume an der Ostküste durch die Bahnlinien durch die Green Mountains ab 1847 in vielen anderen Towns der Seeebene durchsetzte, in Bridport erst sehr spät durchsetzte.
Für 1850 berichtet Hemenway von einer Anbindung der Town durch eine Postkutsche nach Middlebury. Eine Bahnlinie erreichte Bridport dagegen nie. In der Folge kam es ab ca. 1850 zu einer langsamen Abwanderungsbewegung in die umliegenden, besser angeschlossenen und damit profitableren Towns und die Vorformen der Ballungszentren. Im Amerikanischen Bürgerkrieg (1861–1865) wurden 113 Männer verpflichtet; die Meisten davon kamen unverletzt zurück. Die Abwanderung lief kontinuierlich weiter durch den Ersten Weltkrieg und die Weltwirtschaftskrise, die beide keine großen Auswirkungen auf die abgeschiedene Gegend hatten. Erst Mitte der sechziger Jahre kehrte sich der Trend um: die Entwicklung der umliegenden Zentren, insbesondere Middleburys und Vergennes, führten zu Zuwanderungen. Zugleich wurde durch die Verbesserung der Trinkwasserversorgung eine endgültige Umstellung auf die regional weit verbreitete Milchviehwirtschaft.

### Religion
Bridport ist die Heimat einer römisch-katholischen Kirchengemeinde.

### Einwohnerentwicklung
| Volkszählungsergebnisse – Town of Bridport, Vermont | Volkszählungsergebnisse – Town of Bridport, Vermont | Volkszählungsergebnisse – Town of Bridport, Vermont | Volkszählungsergebnisse – Town of Bridport, Vermont | Volkszählungsergebnisse – Town of Bridport, Vermont | Volkszählungsergebnisse – Town of Bridport, Vermont | Volkszählungsergebnisse – Town of Bridport, Vermont | Volkszählungsergebnisse – Town of Bridport, Vermont | Volkszählungsergebnisse – Town of Bridport, Vermont | Volkszählungsergebnisse – Town of Bridport, Vermont | Volkszählungsergebnisse – Town of Bridport, Vermont |
| Jahr                                                | 1700                                                | 1710                                                | 1720                                                | 1730                                                | 1740                                                | 1750                                                | 1760                                                | 1770                                                | 1780                                                | 1790                                                |
| --------------------------------------------------- | --------------------------------------------------- | --------------------------------------------------- | --------------------------------------------------- | --------------------------------------------------- | --------------------------------------------------- | --------------------------------------------------- | --------------------------------------------------- | --------------------------------------------------- | --------------------------------------------------- | --------------------------------------------------- |
| Einwohner                                           |                                                     |                                                     |                                                     |                                                     |                                                     |                                                     |                                                     |                                                     |                                                     | 449                                                 |
| Jahr                                                | 1800                                                | 1810                                                | 1820                                                | 1830                                                | 1840                                                | 1850                                                | 1860                                                | 1870                                                | 1880                                                | 1890                                                |
| Einwohner                                           | 1124                                                | 1520                                                | 1511                                                | 1774                                                | 1480                                                | 1393                                                | 1298                                                | 1171                                                | 1167                                                | 1018                                                |
| Jahr                                                | 1900                                                | 1910                                                | 1920                                                | 1930                                                | 1940                                                | 1950                                                | 1960                                                | 1970                                                | 1980                                                | 1990                                                |
| Einwohner                                           | 956                                                 | 848                                                 | 745                                                 | 703                                                 | 665                                                 | 663                                                 | 653                                                 | 809                                                 | 997                                                 | 1137                                                |
| Jahr                                                | 2000                                                | 2010                                                | 2020                                                | 2030                                                | 2040                                                | 2050                                                | 2060                                                | 2070                                                | 2080                                                | 2090                                                |
| Einwohner                                           | 1235                                                | 1218                                                | 1225                                                |                                                     |                                                     |                                                     |                                                     |                                                     |                                                     |                                                     |

## Wirtschaft und Infrastruktur
In Bridport sind insbesondere Milchviehwirtschaft und Getreideanbau die wichtigsten Einnahmequellen. Etwa ein Drittel der Bevölkerung arbeitet direkt in der Landwirtschaft, entweder als Farmer oder als Hilfskraft.

### Verkehr
Bridport wird durch zwei Straßen erschlossen: Zum einen von der Vermont State Route 22A, die die Town von Nord nah Süd durchquert und so die Verbindung nach Vergennes und Burlington herstellt, zum anderen die von Osten nach Westen verlaufende Vermont State Route 175, die Town an das Zentrum Middlebury im Osten und die Querung über den See am Crown Point, die Lake Champlain Bridge, anbindet.

### Medien
In Bridport sind keine Medienanbieter ansässig. In der weiteren Umgebung gibt es aber eine Vielzahl von empfangbaren Radiostationen, die nächsten davon in Middlebury, Vergennes und Warren. Die beiden lokalen Fernsehsender, die in Bridport zu empfangen sind, haben ihren Sitz in Monkton und im benachbarten Port Henry im Bundesstaat New York.

### Öffentliche Einrichtungen
Mit Ausnahme des Rathauses und der Schule gibt es keine öffentlichen Einrichtungen in Bridport. Die nächstgelegenen Krankenhäuser befinden sich in Middlebury (Porter Medical Center) und in Ticonderoga, New York (Moses-Ludington Hospital).

### Bildung
Bridport gehört mit Cornwall, Middlebury, Ripton, Salisbury, Shoreham und Weybridge zum Addison Central School District.
In der Town ist eine sechs-zügige Grundschule (Vorschule bis fünfte Klasse) mit Kindergarten beheimatet. Für weitergehende Ausbildungen sind Fahrten in die umliegenden Gemeinden, insbesondere nach Middlebury, notwendig.
In Bridport gibt es keine öffentliche Bibliothek. Die nächstgelegenen befinden sich in Shoreham und Middlebury.

## Persönlichkeiten
- Charles A. Eldredge (1820–1896), Politiker und langjähriger Vertreter Wisconsins im US-Repräsentantenhaus
- Rawson C. Myrick (1882–1974), Politiker langjähriger Vermont Secretary of State